# Краснооктябрський (смт)
Кра́снооктя́брський (рос. Краснооктябрьский, марій. Краснооктябрьский) — селище міського типу у складі Медведевського району Марій Ел, Росія. Адміністративний центр та єдиний населений пункт Краснооктябрського міського поселення.
В радянські часи існували населені пункти, які з часом увійшли до складу селища, — 20-й км та Станція Нолька.

## Населення
Населення — 4559 осіб (2010; 4307 у 2002).